# ميت حبيش القبلية
ميت حبيش القبلية إحدى قرى مركز طنطا التابع لمحافظة الغربية بجمهورية مصر العربية.

## التاريخ
قرية ميت حبيش القبلية من القرى القديمة، حيث وردت باسم «منية حبيش القبليه» في أعمال السمنودية ضمن قرى الروك الصلاحي التي أحصاها ابن مماتي في كتاب قوانين الدواوين، كما وردت باسم «منية حبيش القبليه» في أعمال الغربية ضمن قرى الروك الناصري التي أحصاها ابن الجيعان في كتاب «التحفة السنية بأسماء البلاد المصرية».
وردت باسم «منية حبيش القبليه» في التربيع العثماني الذي أجراه الوالي العثماني سليمان باشا الخادم في عصر السلطان العثماني سليمان القانوني ضمن قرى ولاية الغربية، وفي تاريخ 1228هـ/1813م الذي عدّ قرى مصر بعد المسح الذي قام به محمد علي باشا باسم «ميت حبيش القبلية» ضمن قرى مديرية الغربية. وردت القرية ضمن قرى مركز الجعفرية (السنطة حاليًا) في تعداد 1882، ثم وردت ضمن قرى مركز طنطا في تعداد 1897.

## التعليم
تصل نسبة الأمية في القرية إلى 38.98% بين من تجاوزوا العاشرة من عمرهم، بينما تصل نسبة من حصلوا على تعليم جامعي إلى 3.87% من جملة السكان.

## السكان
بلغ عدد سكان ميت حبيش القبلية 10,938 نسمة حسب تقدير عام 2018.
| السنة  | 1882 | 1897 | 1907 | 1927 | 1947 | 1960 | 1976 | 1986 | 1996 | 2006   | 2018   |
| ------ | ---- | ---- | ---- | ---- | ---- | ---- | ---- | ---- | ---- | ------ | ------ |
| القرية | 1588 | 2145 | 2737 | 2932 | 3132 | 3918 | 5031 | 7170 | 9400 | 11,093 | 10,938 |